# Charles Kamathi
Charles Waweru Kamathi (Nyeri, 18 mei 1978) is een Keniaanse langeafstandsloper, die is gespecialiseerd in de 10.000 m. Op deze afstand werd hij wereldkampioen, Afrikaans kampioen en Keniaans kampioen.

## Loopbaan
De grootste prestatie van zijn atletiekcarrière leverde Kamathi in 2001, toen hij een gouden medaille won op de 10.000 m tijdens de wereldkampioenschappen van 2001 in Edmonton. Met een tijd van 27.53,25 versloeg hij de Ethiopiërs Assefa Mezgebu (zilver; 27.53,97) en Haile Gebrselassie (brons; 27.54,41). Hij was hiermee de eerste atleet sinds acht jaar die Haile Gebrselassie wist te verslaan. Zijn PR op de 10.000 m van 26.51,49 m liep hij in 1999, toen hij voor het eerst in Europa in wedstrijden uitkwam. In 2003 werd hij zevende op de WK van 2003 in Parijs en het jaar erop werd hij in Brazzaville Afrikaans kampioen op deze afstand.
In Nederland is Charles Kamathi geen onbekende. Zo won hij tweemaal de Dam tot Damloop (2001 en 2002) en werd hij derde op de marathon van Rotterdam van 2008 in 2:07.33, zijn beste tijd ooit op deze afstand. Later dat jaar benaderde hij dit PR tot op 5 seconden. Op 28 september 2008 gaf hij in de marathon van Berlijn lange tijd goed partij aan Haile Gebrselassie, die zijn optreden in Berlijn aangreep om er zijn een jaar eerder gevestigde wereldrecord te verbeteren en als eerste hardloper de 2:04-grens te doorbreken. Gebrselassie finishte ten slotte in 2:03.59, gevolgd door de Kamathi's landgenoot James Kwambai in 2:05.36 en Kamathi, die als derde eindigde in 2:07.38.

## Titels
- Wereldkampioen 10.000 m - 2001
- Afrikaans kampioen 10.000 m - 2004
- Keniaans kampioen 5.000 m - 2004
- Keniaans kampioen 10.000 m - 2001

## Persoonlijke records
Baan
| Onderdeel | Prestatie | Datum            | Plaats  |
| --------- | --------- | ---------------- | ------- |
| 3000 m    | 7.41,89   | 6 juni 2003      | Turijn  |
| 5000 m    | 13.02,51  | 16 augustus 2002 | Zürich  |
| 10.000 m  | 26.51,49  | 3 september 1999 | Brussel |

Weg
| Onderdeel      | Prestatie | Datum             | Plaats    |
| -------------- | --------- | ----------------- | --------- |
| 10 km          | 28.08     | 20 september 2009 | Zaandam   |
| 15 km          | 42.04     | 22 september 2002 | Zaandam   |
| 10 Eng. mijl   | 46.05     | 23 september 2001 | Zaandam   |
| halve marathon | 1:00.22   | 13 april 2002     | Milaan    |
| 25 km          | 1:14.34   | 13 april 2008     | Rotterdam |
| 30 km          | 1:29.43   | 13 april 2008     | Rotterdam |
| marathon       | 2:07.33   | 13 april 2008     | Rotterdam |

## Prestaties

### 3000 m
- 1999:  Agercoil - 8.00,78
- 1999:  Bangalore - 7.56,56
- 2000:  Ericsson Grand Prix - 7.43,50
- 2003: 4e Meeting Memorial Primo Nebiolo - 7.41,89

### 5000 m
- 2003:  Keniaanse kamp. - 13.37,04
- 2003: 7e Keniaanse WK Trials in Nairobi - 13.30,8
- 2003: 8e Wereldatletiekfinale - 13.34,65
- 2004:  Keniaanse kamp. - 13.45,7
- 2004: 7e Wereldatletiekfinale - 13.15,02
- 2005:  Oda Memorial Meeting in Hiroshima - 13.11,98
- 2005:  Galatletica Banamex in Monterrey - 13.35,00
- 2006:  All Japan Corporate Team Championships in Oita - 13.22,48
- 2007:  Shizuoka International - 13.40,35

### 10.000 m
- 1999:  Memorial Van Damme – 26.51,49
- 2001:  FBK Games - 27.22,58
- 2001:  Keniaanse kamp. - 27.47,33
- 2001:  WK - 27.53,25
- 2001:  Memorial Van Damme – 27.26,55
- 2002: 10e Keniaanse kamp. - 28.20,98
- 2003:  Spaanse kamp. - 27.29,12
- 2003: 7e WK - 27.45,05
- 2004:  Keniaanse olympische Trials - 28.25,8
- 2004:  Afrikaanse kamp. - 28.07,83
- 2004: 13e OS - 28.17,08
- 2004:  Memorial Van Damme – 26.59,93
- 2005:  Hyogo Relays in Kobe - 27.28,35
- 2005:  Keniaanse WK Trials - 27.59,0
- 2005: 12e WK - 27.37,82

### 5 km
- 2000: 5e CVS Pharmacy Downtown in Providence - 13.57

### 10 km
- 2000:  US Classic in Atlanta - 29.05
- 2001:  Giro Media Blenio in Dongio - 28.14,4
- 2001:  Conseil General in Marseille - 28.29
- 2001:  Memorial Pepe Greco in Scicli - 29.21
- 2002:  Memorial Peppe Greco in Scicli - 28.31

### 10 Engelse mijl
- 2001:  Dam tot Damloop - 46.05
- 2002:  Dam tot Damloop - 45.08
- 2003:  Dam tot Damloop - 46.01
- 2009:  Dam tot Damloop - 45.16

### halve marathon
- 2002:  halve marathon van Milaan - 1:00.22
- 2002: 9e WK in Brussel - 1:02.01
- 2004: 5e halve marathon van Lissabon - 1:02.53
- 2006: 5e halve marathon van Udine - 1:01.17
- 2008:  halve marathon van Lissabon - 1:00.45
- 2012:  halve marathon van Verbania - 1:02.18

### marathon
- 2007: 4e marathon van Milaan - 2:11.25
- 2008:  marathon van Rotterdam - 2:07.32,9
- 2008:  marathon van Berlijn - 2:07.48,0
- 2010:  marathon van Milaan - 2:11.24
- 2010:  marathon van Eindhoven - 2:07.38

### veldlopen
- 2000: 7e WK lange afstand - 35.51
- 2001: 4e Keniaanse kamp. - 36.41
- 2001:  WK lange afstand - 40.05
- 2002: 5e Keniaanse kamp. - 36.49
- 2002: 5e WK lange afstand - 35.29
- 2004: 5e WK lange afstand - 36.36
- 2005: 10e WK lange afstand - 36.03
- 2006: 6e Keniaanse kamp. - 31.51,0

1983 Alberto Cova ·
1987 Paul Kipkoech ·
1991 Moses Tanui ·
1993 Haile Gebrselassie ·
1995 Haile Gebrselassie ·
1997 Haile Gebrselassie ·
1999 Haile Gebrselassie ·
2001 Charles Kamathi ·
2003 Kenenisa Bekele ·
2005 Kenenisa Bekele ·
2007 Kenenisa Bekele ·
2009 Kenenisa Bekele ·
2011 Ibrahim Jeilan ·
2013 Mo Farah ·
2015 Mo Farah ·
2017 Mo Farah ·
2019 Joshua Cheptegei · 
2022 Joshua Cheptegei · 
2023 Joshua Cheptegei